# Eugenio Torre
Eugenio Torre (Iloilo, 4 novembre 1951) è uno scacchista filippino.

## Carriera scacchistica
Nal 1974 diventò, all'età di 22 anni, il primo Grande maestro dell'Asia.
Dal 1970 al 2016 ha partecipato con la nazionale delle Filippine ad un record di 23 Olimpiadi degli scacchi (17 volte in prima scacchiera), ottenendo complessivamente il 59,6 % dei punti. Ha vinto tre medaglie di bronzo individuali in prima scacchiera (nel 1974, 1980 e 1986). e una medaglia di bronzo in terza scacchiera nel 2016.
Dal 1970 al 2014 ha vinto sette volte il campionato nazionale delle Filippine.
Nel 1976 vinse il torneo quadrangolare Marlboro-Loyola Kings Challenge di Manila davanti ad Anatolij Karpov, Ljubomir Ljubojević e Walter Brown, diventando il primo giocatore a superare Karpov come campione del mondo in carica in un torneo (vinse anche l'incontro diretto con Karpov).
Nel 1982 vinse il torneo interzonale di Toluca alla pari con Lajos Portisch, davanti tra gli altri a Spasskij, Jusupov, Paluhaeŭski, Seirawan e Nunn. Nel successivo torneo dei candidati perse 4-6 il match contro Zoltán Ribli.
Alcuni altri risultati:
- 1974:  pari primo con Florin Gheorghiu a Torremolinos;
- 1981:  secondo dietro a Ulf Andersson nel 56º torneo di Hastings 1980/81;[4]
- 1983:  medaglia d'oro di squadra e individuale in 1a scacchiera nel campionato asiatico a squadre;
- 1994:  pari secondo con Ye Rongguang, dietro a Ėduard Gufel'd, al Grandmasters Challenge di Kuala Lumpur;
- 2005:  secondo dietro a Ian Rogers nell'open di Bangkok;
- 2008:  vince il torneo President Gloria Macapagal Arroyo Cup di Manila.[5]
- 2016:  in settembre vince la Medaglia di bronzo individuale alle Olimpiadi scacchistiche con la squadra delle Filippine; ha giocato in terza scacchiera e ottenuto 10 punti, per punti fatti è risultato il miglior giocatore del torneo[6].

Ha raggiunto il rating FIDE più alto nel 1986, con 2619 punti Elo.